# 弗金斯鎮區 (伊利諾伊州傑克遜縣)
弗金斯鎮區（英語：Vergennes Township）是位於美國伊利諾伊州傑克遜縣的一個行政鎮區。

## 地方資料
根據2010年美國人口普查的數據，弗金斯鎮區的面積為96.80平方千米，當中陸地面積為95.00平方千米，而水域面積為1.80平方千米。當地共有人口753人，而人口密度為每平方千米7.78人。